# Patriarchi della Chiesa greco-ortodossa di Antiochia

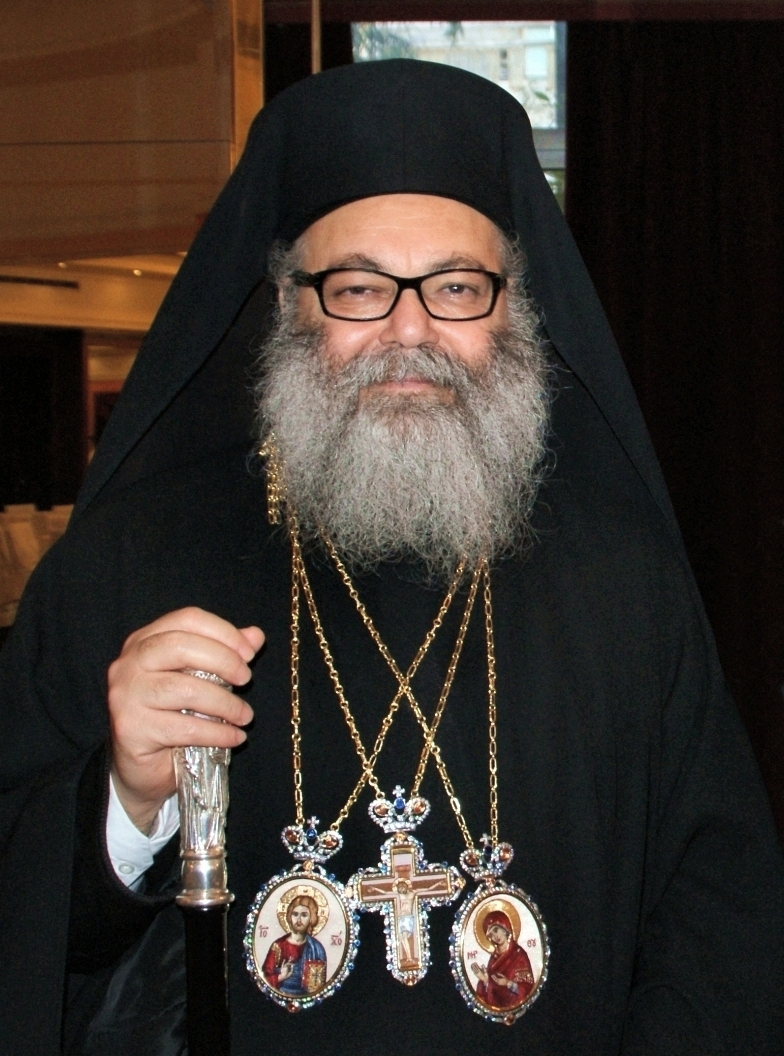
L'attuale patriarca della Chiesa greco-ortodossa di Antiochia, Giovanni X Yazigi, eletto il 17 dicembre 2012.

Elenco dei patriarchi della Chiesa greco-ortodossa di Antiochia dopo lo scisma della Chiesa ortodossa siriaca.

## Patriarchi greco-ortodossi di Antiochia
- Severo (512 - 518 deposto)
- Paolo II (estate 519 - primavera 521)
- Eufrasio (primavera 521 – 25 maggio 526)
- Sant'Efrem (aprile/maggio 527 - 545)
- Domnino II (545 - 559)
- Anastasio I (559 - 570 deposto)[1]
- Gregorio I (570 - 593 deceduto)[1]
- Anastasio I (25 marzo 593 - fine del 598 deceduto) (per la seconda volta)[1]
- Sant'Anastasio II (fine 598 o inizio 599 - settembre 609 deceduto)[1]
  - Sede vacante (609-629)
- Macedonio (629 - dopo il 649)[2]
- Giorgio I (?)
- Macario I ( ? - 7 marzo 681)
- Teofane (tra l'8 marzo e il 5 aprile 681 - ?)
- Tommaso ( ? - 685)
- Giorgio II (685 - 702)
  - Sede vacante (702-742)
- Stefano III (742/743 - 744/745)
- Teofilatto Bar-Qânbara (744 - 750)
- Teodoro I (750/751 - 773/774)
- Teodoreto (prima del 787 - ?)
- Giobbe I (813/814 - 844/845)
- Nicola I (845 - 867)
  - Eustazio (845 - tra l'861 e l'869) (antipatriarca)
- Stefano IV (870)
- Teodosio I (870 - 890)
- Simeone I (892 - 907)
- Elia I (907 - 24 luglio 934)
- Teodosio II (agosto 936 - 943)
- Teocaristo (944 - 948)
- Agapio I (952/953 - 959/960 deceduto)[3]
- Cristoforo (959/960 - 23 maggio 967 deceduto)[4][5]
- Eustrazio (circa novembre 969 - dopo il 10 dicembre 969 deposto)[6]
- Teodoro II (23 gennaio 970 - 28 maggio 976 deceduto)[6]
- Agapio II (20 gennaio 978 - settembre 996 dimesso)[6]
- Giovanni III (4 ottobre 996 - circa luglio 1021 deceduto)[6][7]
- Nicola II Studita (17 gennaio 1025 - 8 ottobre 1030 deceduto)[6]
- Elia II (1º aprile 1032 - 8 settembre 1033 deceduto)[6]
- Teodoro III (3 marzo 1034 - 24 settembre 1042 deceduto)[6]
- Basilio II (?)[6]
- Pietro III (primavera 1052 - dopo agosto 1056)[6]
- Dionigi (o Giovanni IV) (dopo agosto 1056 - prima metà di agosto 1057 deceduto)[7]
- Teodosio III (prima del 30 agosto 1057 - dopo il 4 aprile 1059)[6]
- Emiliano (prima del 1074 - 1079/1080 deceduto)[6]
- Niceforo il Nero (1079/1080 - ?)[6]
- Giovanni V l'Ossita (prima di settembre 1089 - ottobre 1100 dimesso)[7][8][9]
- Giovanni VI (1106 - dopo il 1134)[7]
- Luca (1137/1138 - 1156) 
  - Soterico Panteugeno (fine 1156 - dopo il 1º maggio 1157 deposto)[10][11]
- Atanasio I Manasse (1157 - 29 giugno 1170 deceduto)[11]
- Cirillo II (1173 - circa 1179)
- Teodoro IV Balsamon (prima del 1189/1195 - 1195/1200 deceduto)
- Simeone II (prima del 1206 - dopo il 1235)
- Davide (?)
- Eutimio I (prima del 1257 - circa 1274)
- Teodosio V di Villehardouin (giugno 1275 - 1283/1284)[12]
- Arsenio I (1283/1284 - circa 1286)
- Cirillo III (29 giugno 1287 - circa 1308)
- Dionigi I (o II)
- Cirillo IV (?)
- Dionigi II (o III) (?)
- Sofronio (?)
- Ignazio II (1344 - prima del 1359)[13]
- Pacomio I (prima del 1359 - 1368)
- Michele III (1368 - 17 agosto 1375)
- Pacomio I (agosto 1375 - metà del 1377) (per la seconda volta)
- Marco I (metà del 1377 - 10 aprile 1378)
- Pacomio I (aprile 1378 - 19 dicembre 1386) (per la terza volta)
- Nilo (prima del 1388 - ?)
- Nicone (? - 11 gennaio 1395)[14]
- Michele III (6 febbraio 1395 - 18 aprile 1412)
- Pacomio II (1º giugno 1412 - 9 ottobre 1412)
- Gioacchino II (? - 1424/1425)
- Marco II (1426/1427 - ? )
- Doroteo II (1434/1435 - 8 settembre 1451)
- Michele IV (14 settembre 1451 - 1456)
- Marco IV (1456 - 1457/1458)
- Gioacchino III (prima di giugno 1458 - 1º giugno 1459)
- Gregorio III (circa 1470/1474 - prima del 1484)
- Doroteo III (prima del 1484 - dopo il 1500)
- Michele V (dopo il 1500 - 1541)
- Doroteo IV (1541 - 1543)
- Gioacchino IV (1543 - 1576)
- Michele VI (1577 - 1581)
- Gioacchino V (1581 - 1592)
- Gioacchino VI (prima di febbraio 1593 - 1604 deceduto)[15]
- Doroteo V (1604 - 1611 o 1612 deceduto)[15]
- Atanasio III (circa agosto 1612 - circa 1620 deceduto)[15]
  - Cirillo V (24 maggio 1620 - 1627) (antipatriarca)[15]
- Ignazio III (24 maggio 1620 - circa aprile 1634 deceduto)[15]
- Eutimio III (maggio 1634 - dicembre 1634)[15]
- Eutimio IV (dicembre 1634[15] - 11 ottobre 1647[16] deceduto)
- Macario III (12 dicembre 1647 intronizzato - 12 giugno 1672 deceduto)[16]
- Neofito I (novembre 1672 - 1682 ?)[15]
- Atanasio IV (5 luglio 1685 - ottobre 1694)[15]
- Cirillo VI (1694 - 1720)
- Atanasio IV (gennaio 1720 - 24 luglio 1724) (per la seconda volta)[15]
- Silvestro I (28 settembre 1724 - 24 marzo 1766 deceduto)[17]
- Filemone I (9 maggio 1766 - 16 luglio 1767 deceduto)[17]
- Daniele I (17 agosto 1767 - 26 dicembre 1791 deceduto)[17]
- Eutimio V (dicembre 1791 - 1º agosto 1813 deceduto)[17]
- Serafino I (agosto 1813 - 3 marzo 1823 deceduto)[17]
- Metodio I (25 maggio 1823 - 6 luglio 1850 deceduto)[17]
- Ieroteo I (ottobre 1850 - 30 marzo 1885 deceduto)[17]
- Gerasimo I (11 giugno 1885 - 11 marzo 1891 eletto patriarca di Gerusalemme)[17]
- Spiridone I (14 ottobre 1891 - febbraio o marzo 1898 dimesso)[17]
- Melezio I (27 aprile 1899 - 21 febbraio 1906 deceduto)[17]
- Gregorio IV (1º luglio 1906 - 12 dicembre 1928 deceduto)[17]
- Alessandro III (12 dicembre 1928 - 17 giugno 1958 deceduto)
- Teodosio VI (14 novembre 1958 - 19 settembre 1970 deceduto)
- Elia IV (25 settembre 1970 - 21 luglio 1979 deceduto)
- Ignazio IV Hazim (luglio 1979 - 5 dicembre 2012 deceduto)
- Giovanni X Yazigi, dal 17 dicembre 2012